# REACH
REACH (англ. Registration, Evaluation and Authorisation of CHemicals) — регламент Европейского союза (англ. Regulation (EC) No 1907/2006), регулирующий с 1 июня 2007 года производство и оборот всех химических веществ, включая их обязательную регистрацию.